# 785
785 је била проста година.

## Догађаји
- Википедија:Непознат датум — Владавина династије Абасида у Багдаду.

- Саксонски ратови: Краљ Карло Велики сазива велику скупштину саксонских и франачких лордова у Падерборну, а затим води своју војску преко Саксоније све до Доње Лабе, без значајног отпора. Војвода Видукинд се повлачи са својим 'побуњеничким' снагама иза Елбе, али онда преговара и размењује таоце. Карло Велики се враћа у своју палату у Атињи (Ардени), а за њим и Видукинд; овде се саксонске вође крштавају и постају хришћани на Божић. Видукинд и саксонско племство заклињу се на верност Карлу Великом.
- Франачко краљевство осваја Гирону и Ургел (модерна Шпанија) од Маура. Франци деле Каталонију на 14 грофовија. Карло Велики гуши побуну грофа Хардрада од Тирингије.
- Српски кнез (или војвода) Вишеслав, уз подршку Византијског царства и папе Хадријана, постаје владар Далмације.
- Краљ Офа од Мерсије поново потврђује своју контролу над Кентом, смењује свог ривала Егберта II и успоставља директну власт на Мерсијом. Егбертов брат, Еадберхт Пран, бежи на двор Карла Великог.
- Калиф Мухамeд ибн Мансур ел Махди је отрован од стране једне од његових конкубина. Наслеђује га његов син Ал-Хади, који постаје четврти владар Абасидског калифата.
- Фуџивара но Танецугу, јапански племић (чунагон), има ћерку Азумако удату за 12-годишњег престолонаследника Хеизеија (сина цара Канмуа). Док је надгледао изградњу зграда у престоници Нагаоке, убија га стрела.
- Сабор у Падерборну: Свештенство расправља о христијанизацији Саксонаца. Они доносе законе против идолопоклонства и налажу смртну казну за самозване ловце на вештице, који су изазвали смрт људи оптужених за враџбине.